# Hof van Saksen
Hof van Saksen is een vakantieresort met Saksische boerderijwoningen en vakantiewoningen. Het resort, dat geëxploiteerd wordt door Landal GreenParks, bevindt zich in de Drentse plaats Nooitgedacht in de gemeente Aa en Hunze. Het vakantieresort heeft ongeveer 450 werknemers in vaste of flexibele dienst.

## Geschiedenis
Hof van Saksen is gesitueerd op het terrein van vakantiepark Nooitgedacht uit de jaren 1980. Dit vakantiepark is ontstaan nadat Jan Rossing in de jaren 1970 een stuk grond liet afgraven om het zand te kunnen leveren aan Rijkswaterstaat, die daar de N33 van Assen naar de Eemshaven van heeft aangelegd. Om de ontstaande recreatieplas heen bouwde Rossing een camping met zwembad. Deze camping werd overgenomen door zijn zoon, die er in 1987 een bungalowpark van maakte. Dit bungalowpark redde het financieel niet en na een overname die ook mislukte, raakte het park in 1999 in verval.
In 2004 werd het vakantiepark overgenomen door projectontwikkelaar Geert Ensing, directeur van vastgoedbedrijf Phanos NV. Dit bedrijf verbouwde voor 225 miljoen euro het vakantiepark tot een groot resort met luxe boerderijen en faciliteiten. Op 22 juni 2007 was de opening van het Hof van Saksen, tevens de officiële opening van het hoofdgebouw de Havezate. De exploitatie zou aanvankelijk in handen komen van Landal GreenParks, maar dit bedrijf zag niets in de door Phanos ontwikkelde plannen en trok zich terug.
Het park was sinds de opening verliesgevend. In 2012 ging het moederbedrijf Phanos NV failliet en daardoor moest op 4 september 2012 Hof van Saksen sluiten. Op 24 september 2012 nam vastgoedinvesteringsmaatschappij Driestar het Hof van Saksen over. Driestar sloot met Landal GreenParks een langdurig contract af voor de exploitatie van het vakantieresort. In oktober 2012 werd het park heropend.
Van 2007 tot 2012 was restaurant Cour du Nord op het park gevestigd. In 2009 kreeg dit restaurant een Michelinster, waarmee het in Europa het eerste restaurant op een vakantiepark was dat een ster had ontvangen. Twee jaar later raakte het restaurant de ster weer kwijt, ondanks grote investeringen die juist bedoeld waren om een tweede ster binnen te halen. Eind 2011 beperkte Cour du Nord zich tot diners voor groepen. Met het faillissement van Hof van Saksen verdween ook Cour du Nord. In 2024 won Hof van Saksen de 'Meest innovatieve vakantiepark van de Benelux'-award.

## Architectuur
Het centrale hoofdgebouw, "De Havezate", en de bijbehorende tuin, kennen een bijzondere architectuur, ontworpen en vormgegeven door een aantal bekende architecten/ontwerpers. Zo heeft 
architect Cor Kalfsbeek de vakantieboerderijen en het centrale hoofdgebouw ontworpen. De vakantieboerderijen hebben een Saksische stijl die vroeger in veel dorpen in Midden- en Oost-Nederland werd gebruikt. In het ontwerp van de Havezate is het verleden ook te herkennen, bijvoorbeeld door de ‘schuur’ die dwars op het gebouw staat. 

De inrichting van het hoofdgebouw is gedaan door interieurontwerper Piet Boon en 
de tuinen, met als opvallende kenmerken onder meer pergola’s van vier meter hoog, een loofgang van 36 meter en een lange oprijlaan, zijn ontworpen door tuinarchitect Piet Oudolf.

## Parkonderdelen
Het centraal gelegen hoofdgebouw van het vakantiepark is gelegen aan het recreatiemeer. In dit hoofdgebouw zijn voorzieningen zoals restaurants, een kuuroord, fitnessruimte, zwembad en een winkel ondergebracht. Een van de drie in 2017 geopende indoorwaterglijbanen is de grootste ter wereld.
Andere attracties, zoals de Noordermarkt, fietsverhuur, bowlingbanen en kinderattracties zijn gehuisvest in een ander gebouw op het park, De Brink.
';

## Bedrijfsschool
In september 2019 startte de Hof van Saksen Academy, een MBO opleidingstraject in samenwerking met het regionaal opleidingencentrum Drenthe College. De Academy biedt de opleidingen Beroepsbegeleidende leerweg (BBL) Keuken, niveau 3 en BBL Bediening, niveau 1 t/m 3.